# De zwarte narcis
De zwarte narcis is het 236e stripverhaal uit de reeks van De Rode Ridder. Het is geschreven en getekend door Claus Scholz. De eerste albumuitgave was op 13 november 2012.

## Het verhaal
Johan redt twee kinderen van een ophanging door boze dorpsbewoners. De kinderen worden verdacht van brandstichting door tovenarij, maar met hulp van Johan weten ze het dorp te ontvluchten. De twee kinderen heten Lorrie en Rik en zeggen weggelopen te zijn. Johan wil hun hoe dan ook een veilige plek geven, maar schuilen eerst in een vervallen hut. Een kleine groep dorpelingen gaan echter achter Johan en de kinderen aan. Hun eerste overval mislukt omdat het paard van Johan een waarschuwing afgeeft. Johan weet ze allen gemakkelijk te overmeesteren zonder hun al te zwaar te verwonden. Johan verbindt de dorpelingen en laat ze geboeid achter in het hut.
Lorrie vertelt aan Johan waarom de dorpelingen zo fanatiek zijn. Hun moeder is een kruidengeneeskundige en zieneres, maar geniet in hun omgeving een slechte reputatie onder de bange mensen vanwege hun onbegrip. Verder vertelt Lorrie dat ze op een avond overvallen zijn door een troep soldaten. Hun vader werd hierbij gedood en werden de kinderen en hun moeder ontvoerd door de zwarte narcis. In een dorp waar Johan proviand wil inslaan, roept Rik met een spreuk op enkele perkamenten onbewust enkele demonen aan. Johan weet ze uit te schakelen, maar begint de oprechtheid van de kinderen te wantrouwen. Even later worden ze aangehouden door een troep soldaten, die de kinderen wegens moord mee willen nemen. Tijdens het gevecht tussen de soldaten en Johan bemoeit Rik zich ermee en laat de soldaten verteren door een vuur. Johan begraaft hun overblijfselen, welke later door de dorpelingen ontdekt wordt. Zij worden daardoor in hun overtuiging versterkt dat ze de kinderen moeten blijven achtervolgen.
Johan is ondertussen bij het kasteel aangekomen waar de zwarte narcis heerst. Daar hoort hij waarom de soldaten zo fanatiek jacht maken op de kinderen. De kinderen zouden de kok hebben vermoord, maar deze blijkt bij het straffen van de kinderen op zijn eigen mes gevallen te zijn. Als Johan kennismaakt met de zwarte narcis, die haar kwade bedoelingen niet verbergt. Zij is op zoek naar de aantekeningen en boeken van Illumis, de machtigste tovenaar ooit, in een geheim kamer in het kasteel. De moeder van de kinderen zou haar hier met haar gave bij kunnen helpen. De kinderen worden echter in de tussentijd gegrepen en met enig dwang komt de zwarte narcis de plek van de geheime kamer te weten. De zwarte narcis gebruikt meteen een spreuk om zichzelf onsterfelijk te maken. Tijdens dit proces weet Johan in een kort gevecht het boek in het haardvuur te gooien. Dit is het einde voor de zwarte narcis, waarbij het kasteel vernietigd wordt. De dorpelingen die in het dorp bij het kasteel zijn aangekomen, breken hun achtervolging af en keren terug naar hun dorp. Johan wordt daarna vriendelijk bedankt voor zijn hulp bij het uitschakelen van de zwarte narcis.